# 누에콩 수프
누에콩 수프(---soup)는 누에콩을 넣어 만든 수프이다.

## 사진

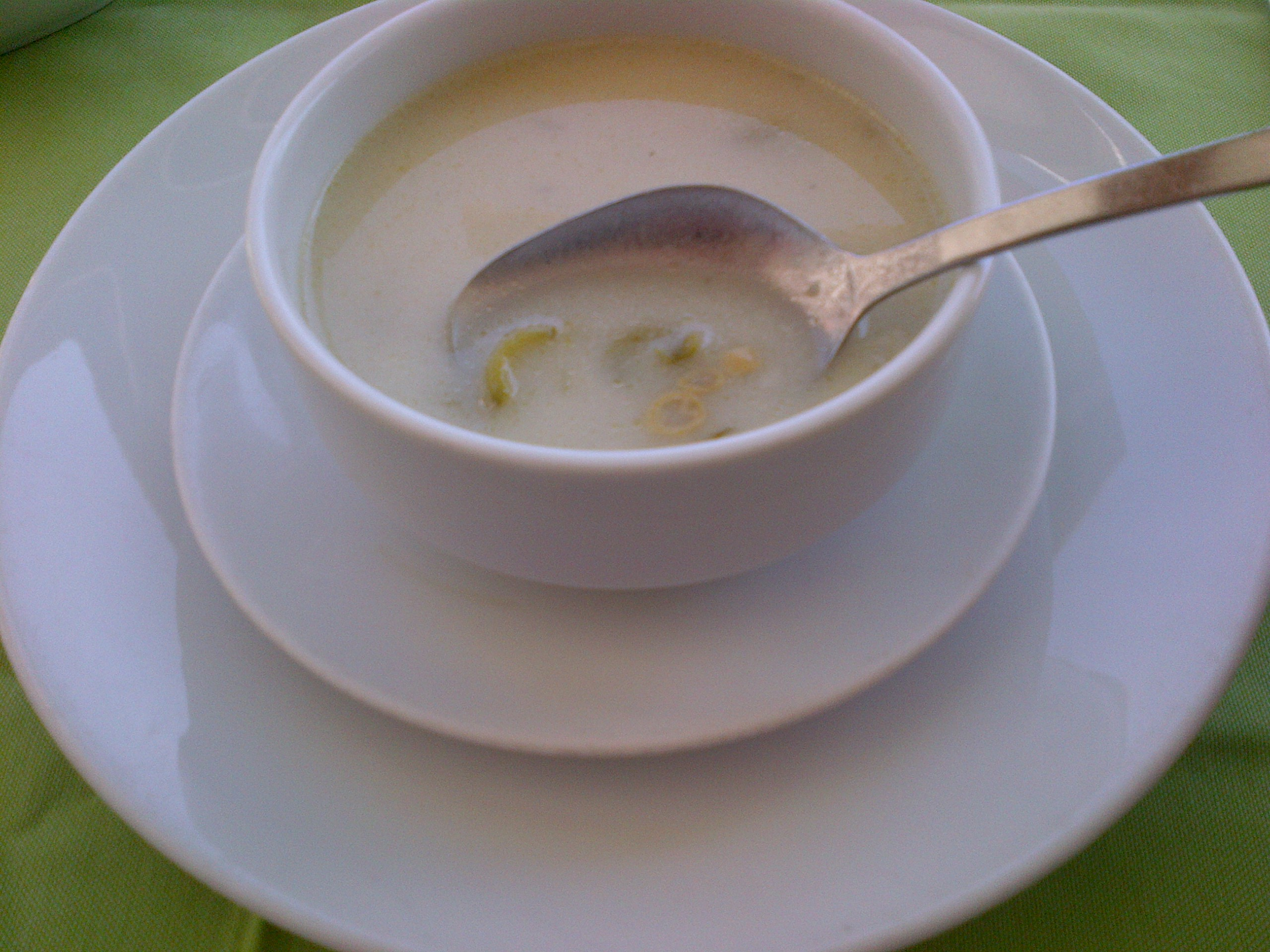
바클라 초르바스(bakla çorbası)
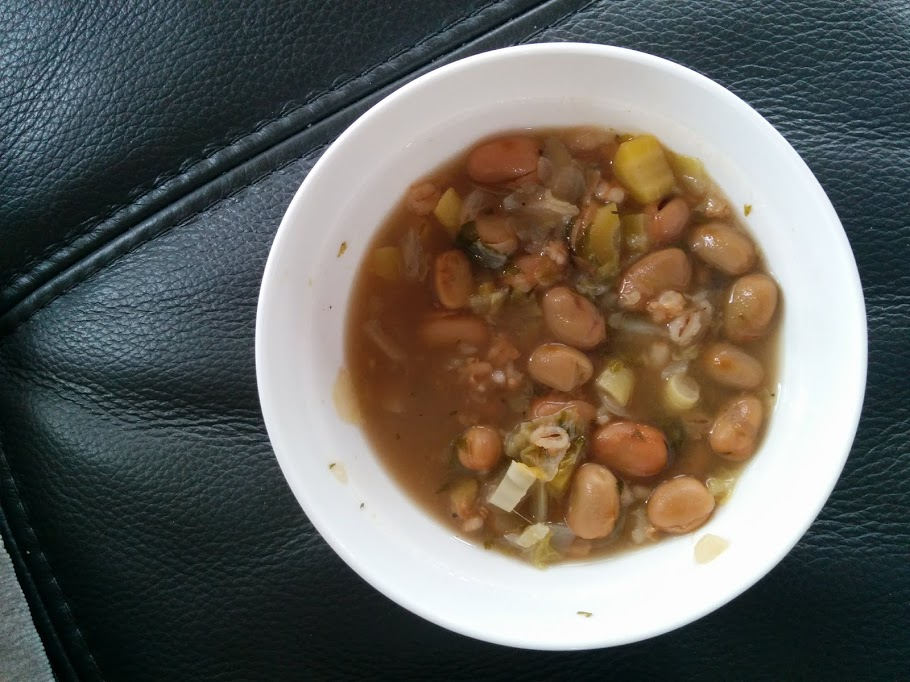
수프 오 구르간(soupe aux gourganes)
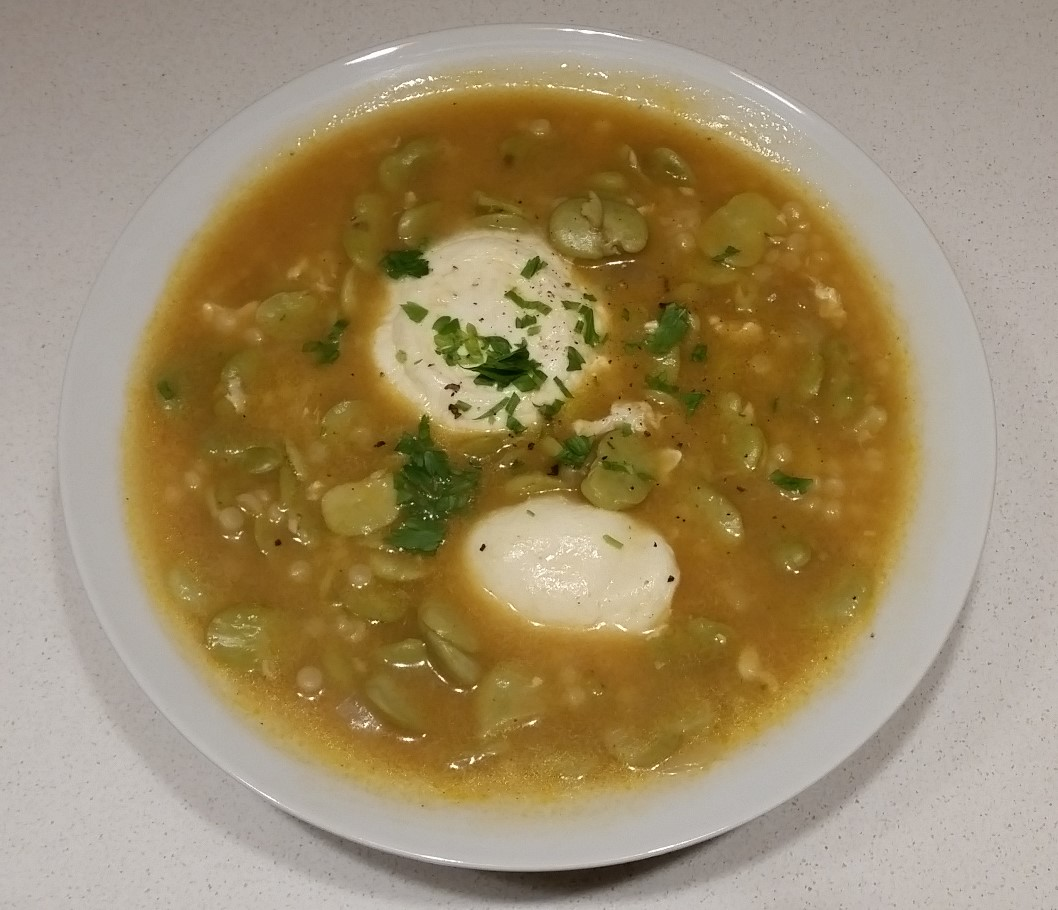
쿠스크수(kusksu)
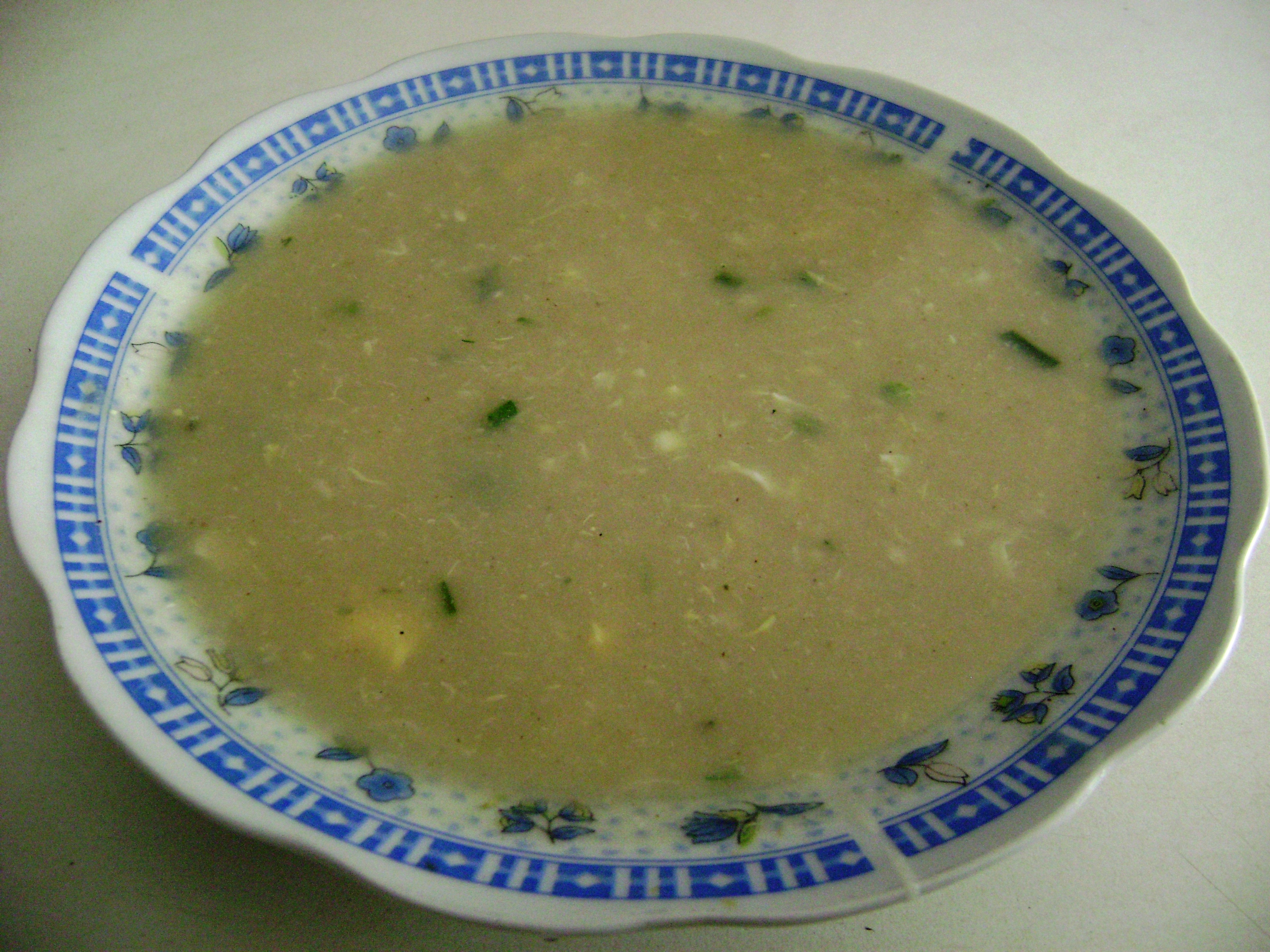
크레마 데 아바스(crema de habas)

## 같이 보기
- 슈로
- 풀 메담메스